# Krasne Pole

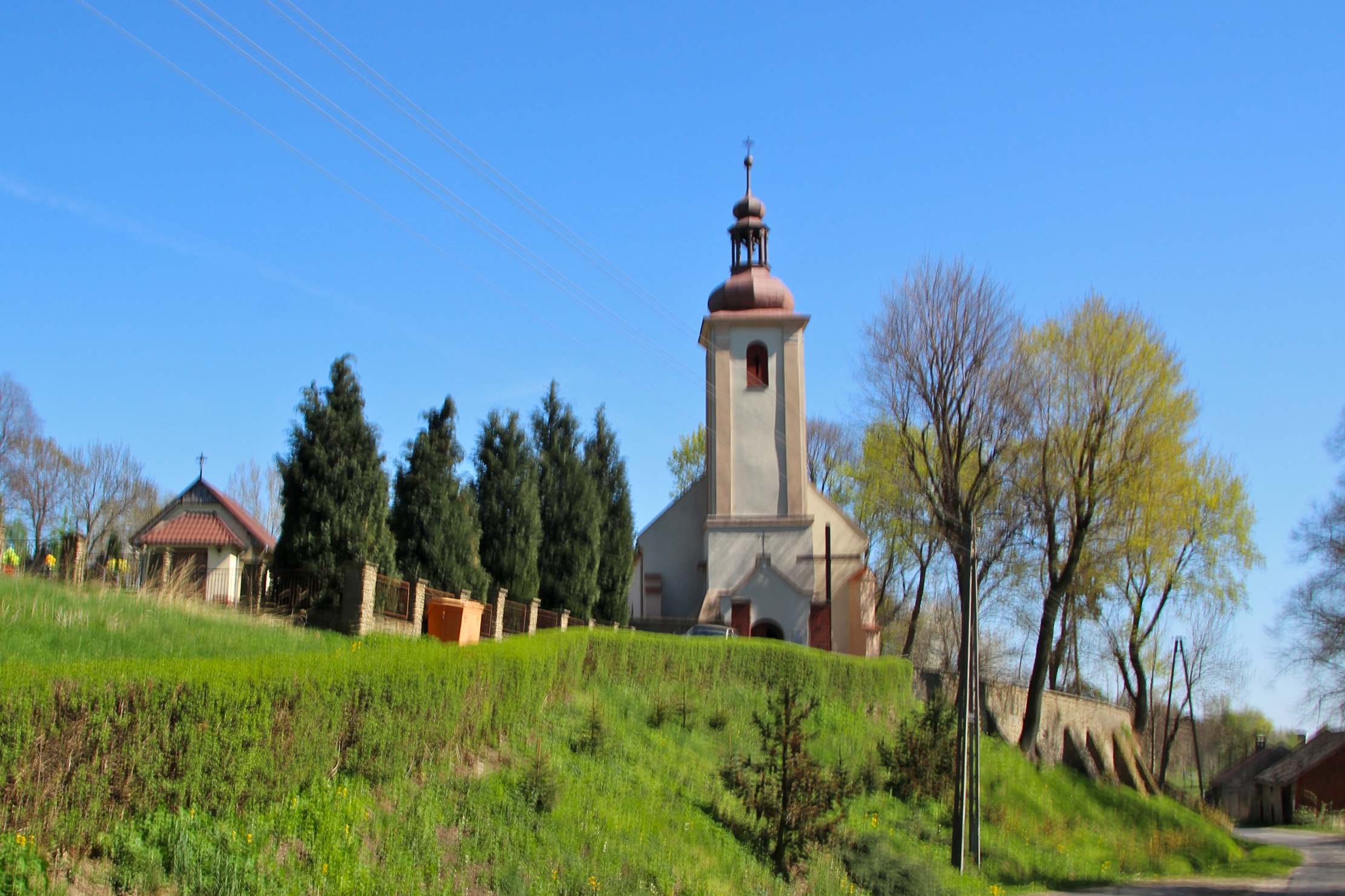
Kostel

Krasne Pole (dříve Łączki nebo Krasne Łączki, česky Krásné Loučky, německy Schönwiese) je ves v jižním Polsku, v Opolském vojvodství, v okrese Hlubčice, ve gmině Hlubčice, v jihovýchodní části Zlatohorské vrchoviny na řece Opavici na polsko-české hranici.

## Příroda
Vesnice se nachází v přírodním parku (polsky obszar chronionego krajobrazu) Rajón Mokre - Lewice.

## Historie
V Krásných Loučkách byla původně farnost templářů. V roce 1742 byla vesnice rozdělena mezi Rakousko a Prusko. Pruská část je dnes v Polsku. Rakouská část je dnes části obce Krásné Loučky města Krnova v Česku.

## Památky
- kostel svaté Marie Magdaleny z přelomu 17. a 18. století s náhrobní deskou rytíře Jana Kobyłky († 1544)